# 第三种文化
《第三种文化》（英語：The Third Culture）是一本由约翰·布洛克曼所作的讨论了诸多著名科学家的工作的书。这些科学家都用直接的方式与一般大众沟通他们新鲜的或者带争议性的想法。约翰·布洛克曼在边缘基金会的网站上延续了“第三种文化”这一主题，让最前沿的科学家和思想者在上面用通俗易懂的语言表达他们的思想。
书的命名源自查理斯·珀西·斯诺1959年的一场关于人文科学与自然科学两者之间的冲突的著名演讲：《两种文化与科学变革》 （The Two Cultures and the Scientific Revolution）。
书中主要论及23名科学家：
- 理论物理学家 保罗·戴维斯
- 生物学家 理查德·道金斯
- 哲学家 丹尼爾·丹尼特
- 古生物学家 尼爾斯·艾崔奇
- 混沌理论家 J·多伊恩·法默
- 理论物理学家 默里·盖尔曼
- 生物学家 布赖恩·古德温
- 地质学家/生物学家 史蒂芬·古爾德
- 物理学家 阿兰·古斯
- 发明家 丹尼尔·希利斯
- 理论心理学家 尼古拉斯·汉弗莱
- 遗传学家 史蒂夫·琼斯
- 生物学家 斯图亚特·考夫曼
- 复杂系统专家 克里斯托弗·兰顿
- 生物学家 琳·馬古利斯
- 数学家/计算机科学家 马文·闵斯基
- 理论数学家 罗杰·彭罗斯
- 认知科学家 史迪芬·平克
- 理论天体物理学家  马丁·里斯
- 认知科学家 罗杰·香克
- 理论物理学家 李·斯莫林
- 生物学家 弗朗西斯科·瓦雷拉
- 进化生物学家 乔治·威廉斯

这本书在美国及以外的部分其他地区促进了通俗科学作品的进一步被接受。在德国，在这本书的影响下数家报纸在他们的副刊或文化版面加入了有科学报告色彩的文章（例如法兰克福汇报）。另一方面，书中的某些观点也引发了一些争议，尤其是书中对关于第三文化的思考主要是美国的产物的暗示。批评家承认，盎格鲁-撒克逊文化所到之处，便会有科学家参与写作通俗作品的传统，但这一传统却曾经长时间不存在于法语和德语文化中。然而，几十年前也曾有几位科学家如物理学家海森堡和薛定谔、心理学家皮亚杰的工作满足布洛克曼对“第三种文化”的定义。德国作家 Gabor Paal表示“第三种文化”的概念只是黑格尔的Realphilosophie的现代版本。
甚至早在两战间期时，奧圖·紐拉特和维也纳学派的其它成员就曾大力宣扬科学统一论和新科学概念的普及的重要性。其后随着纳粹在德国和奥地利得势，维也纳学派的许多成员都离开去了美国大学教书，使得他们的哲学观点在三十到四十年代传播到盎格鲁-撒克逊世界。